# Почётный гражданин Тарту
Почётный гражданин Тарту (эст. Tartu linna aukodanik) — почётное звание в Эстонии.
Является высшим знаком признания заслуг гражданина перед городом Тарту и его жителями. Присваивается решением Тартуского городского собрания один раз в год 23 февраля — накануне годовщины образования Эстонской Республики. Вручение происходит в торжественной обстановке в Концертном доме Тарту.
Выдвижение кандидатов на присвоение звания почётного гражданина приглашаются также горожане. Представленными к званию могут быть и иностранные граждане.

## История
Первыми почётными гражданами города Тарту в 1939 году стали первый президент Эстонской Республики Константин Пятс и бывший государственный старейшина, издатель и главный редактор газеты «Постимеэс» Яан Тыниссон.
Присвоение звания было возобновлено в 1980 году, почётными гражданами стали командир освобождавшей в 1944 году Тарту от гитлеровцев 86-й стрелковой дивизии С. П. Демидов, учёный-биолог Харальд Хаберман и заслуженный строитель Эстонской ССР Иван Талья. В советской Эстонии было всего ещё только три награждения этим званием.
С 1984 по 1993 год звание вновь не присуждалось. В 1993 году звания удостоен искусствовед Вольдемар Вага. После кратковременных перерывов 1994—1996, 1997—1999, звание присуждается регулярно. С 1996 года удостоенным звания вручается орден Тартуская Большая Звезда (эст. Tartu Suurtäht).
От звания почётный гражданин Тарту отказались Хиллар Паламетс (2002) и Март Кадастик (2016)

## Почётные граждане
1939 Константин Пятс — президент Эстонской Республики

1939 Яан Тыниссон — издатель и главный редактор газеты «Постимеэс»
1980 Харальд Хаберман

1980 Иван Талья 

1980 Сергей Демидов
1982 Пауль Аристе
1983 Рихард Ритсинг
1984 Каарел Ирд
1993 Вольдемар Вага
1999 Виктор Мазинг
2001 Туллио Илометс
2002 Хандо Руннель
2011 Энн Тарто
2018 Рутт Хинрикус — литературовед,

2018 Йоэль Лухаметс — пастор прихода Паулусе,

2018 Тийна Тальвик — детский невролог.